# Eriophorum scabriculme
Eriophorum scabriculme är en halvgräsart som först beskrevs av Alan Ackerman Beetle, och fick sitt nu gällande namn av Louis-Florent-Marcel Raymond. Eriophorum scabriculme ingår i släktet ängsullssläktet, och familjen halvgräs. Inga underarter finns listade i Catalogue of Life.